# Dipsochelys dussumieri
Dipsochelys dussumieri là một loài rùa trong họ Testudinidae. Loài này được Gray mô tả khoa học đầu tiên năm 1831.

## Hình ảnh

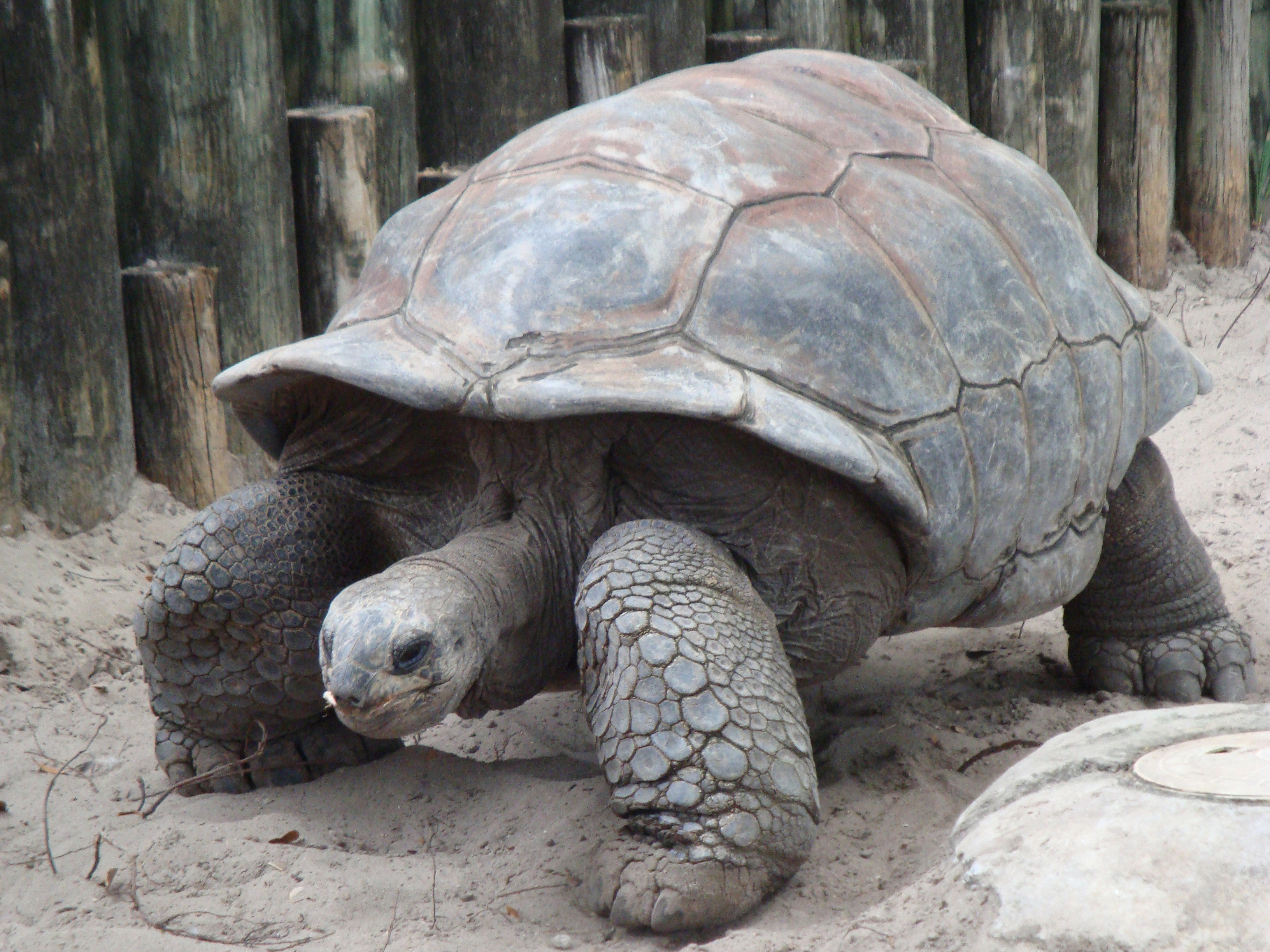
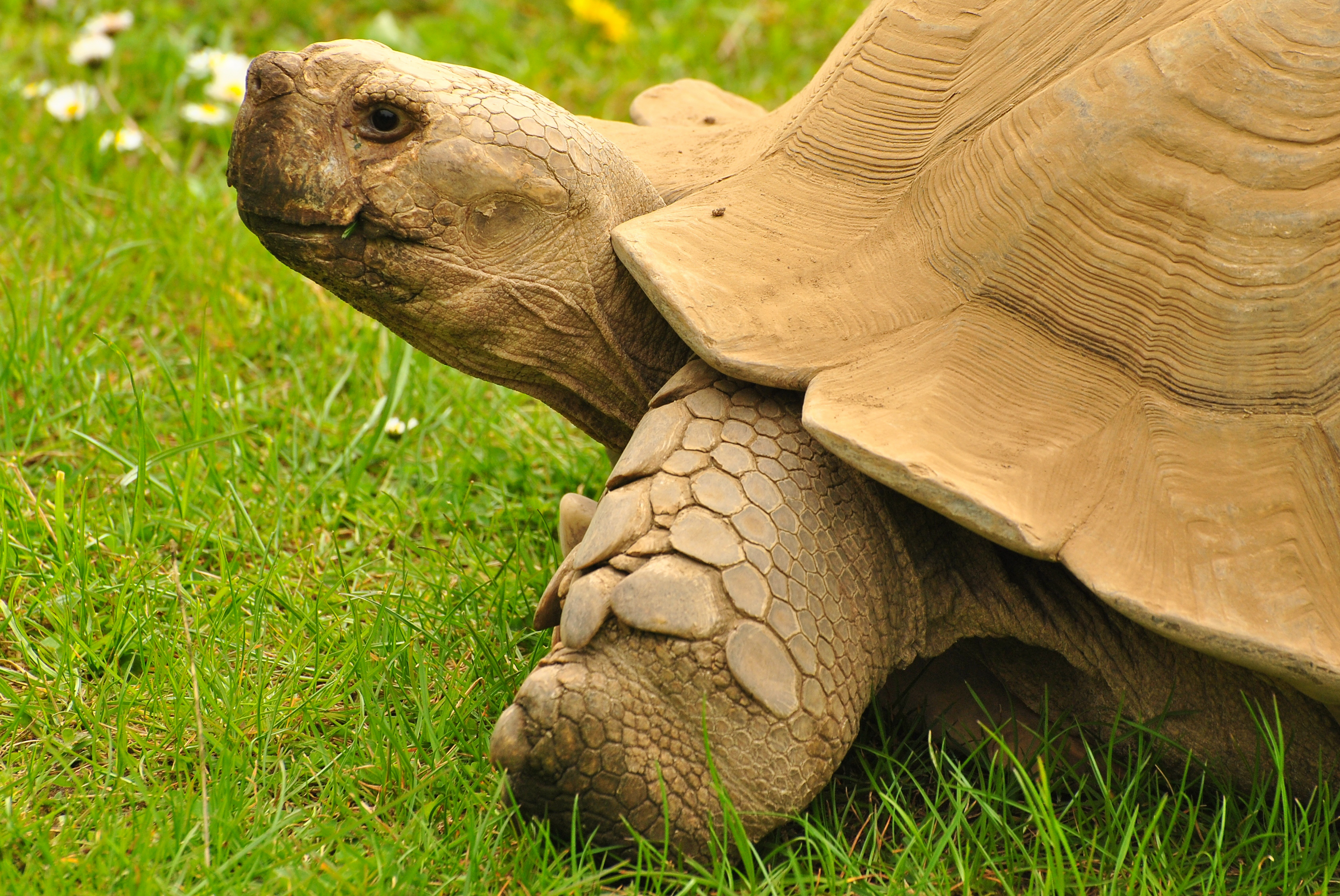
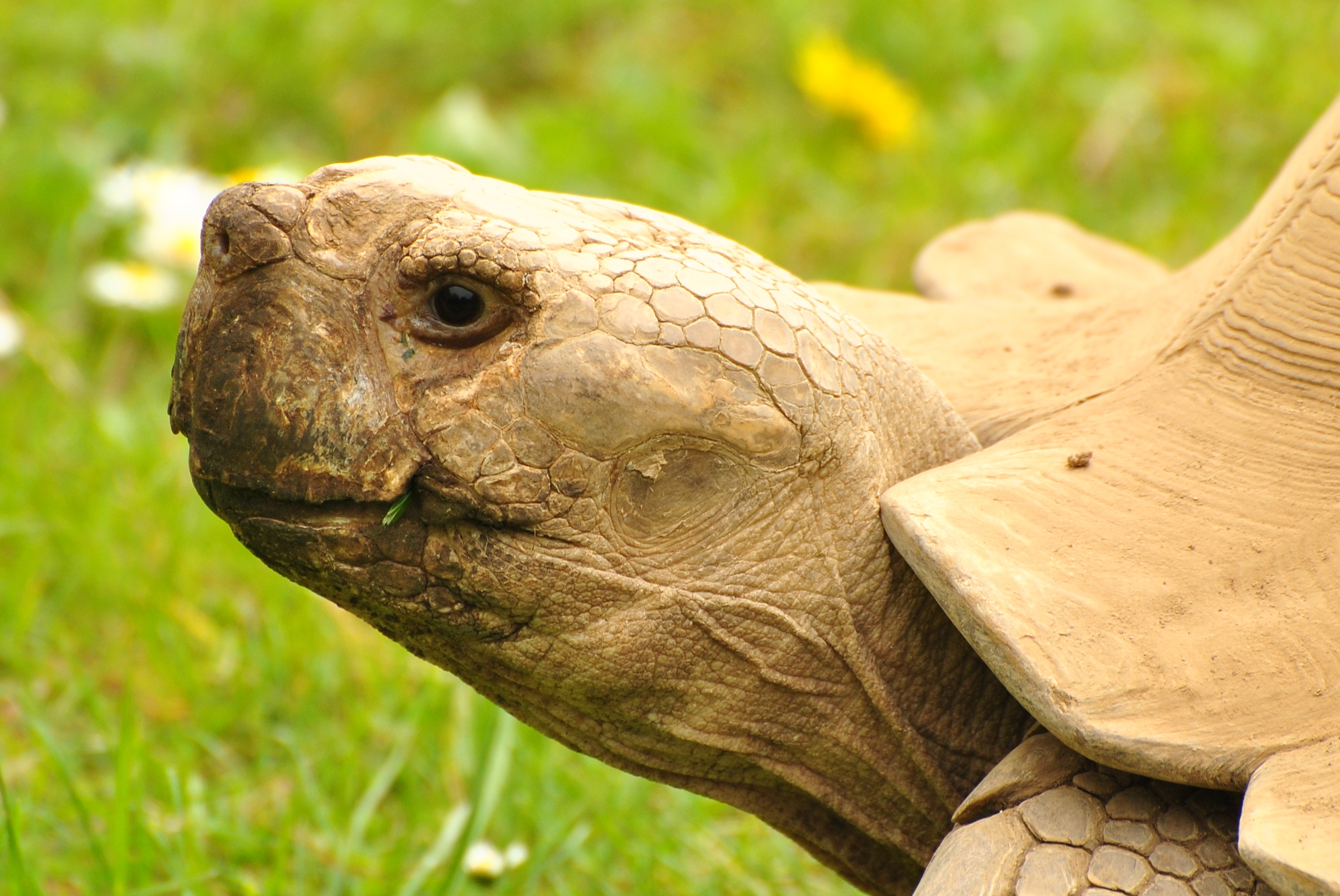
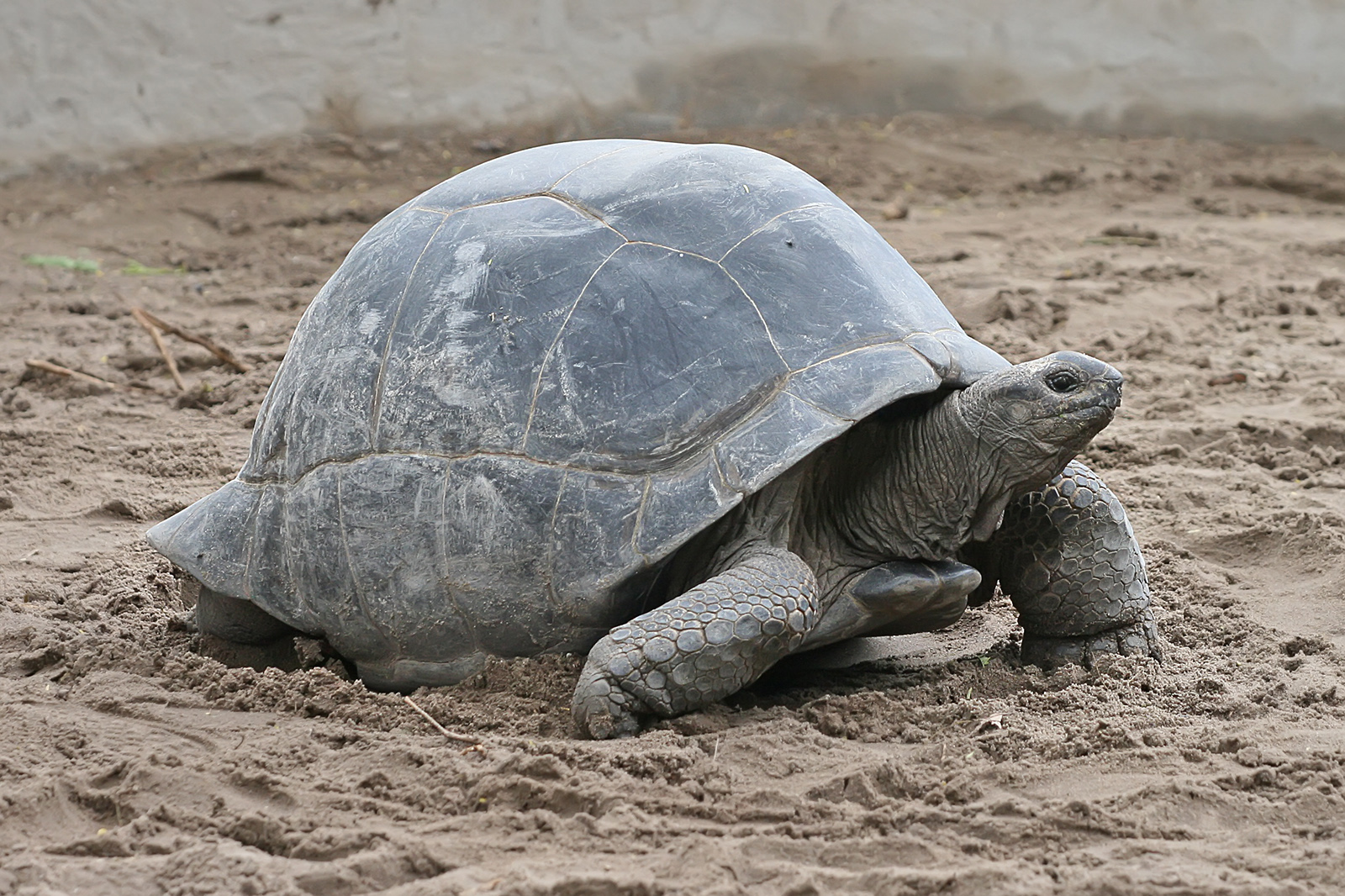